# Sansovinova Loggetta
Loggetta je majhna, bogato okrašena stavba ob vznožju zvonika na trgu sv. Marka v Benetkah v Italiji. Zgradil jo je Jacopo Sansovino med letoma 1538 in 1546 in je v različnih obdobjih služila kot zbirališče plemičev in za srečanja prokuratorjev svetega Marka, uradnikov Beneške republike, ki so bili odgovorni predvsem za upravljanje zakladnice bazilike sv. Marka in za javne stavbe v okolici Markovega trga.
Zaradi svoje lege neposredno pred Porta della Carta, najpomembnejšim vhodom v Doževo palačo, se je Loggetta od leta 1569 uporabljala tudi kot stražarnica za varovanje zbranih plemičev med sestanki Velikega sveta: trije prisotni naj bi bili prokuristi, ki jim je pomagala oborožena eskadrilja delavcev iz Arsenala, vladne ladjedelnice, da bi preprečili vsakršen ljudski napad in se odzvali na vsak požar. Od leta 1734 je bilo poleg tega tudi mesto za pridobivanje dobitnih listkov na javni loteriji.
Loggetta je bila v veliki meri uničena ob porušenju zvonika leta 1902, vendar je bila obnovljena z uporabo izvirnega materiala, ki se ga je dalo rešiti, kar je znašalo približno polovico sedanje stavbe. Hkrati so bile stranice, ki so bile prvotno zgrajene iz navadne opeke, saj so se nanje naslonile druge prislonjene strukture, prezidane v slogu glavne fasade. Danes je stavba vhod v dvigalo za zvonik.

## Zgodovinsko ozadje
Pokrite zunanje galerije, ki se imenujejo lože in so namenjene javnim zbirališčem, so bile običajno zgrajene v Benetkah proti cerkvenim fasadam, kot sta ohranjena primera San Giacomo di Rialto in San Nicolò dei Mendicoli. Podobna stavba je bila pritrjena tudi na stavbo Camerlenghi v Rialtu kot zbirališče plemičev za razpravo o poslovnih zadevah v trgovskem središču mesta. Opremljena z zemljevidi in slikami, ta struktura, vidna v Čudežu relikvije križa na Ponte di Rialto Vittorea Carpaccia (ok. 1496) in v panoramskem pogledu na Benetke (1500) Jacopa de' Barbarija, po požaru. ki je leta 1514 opustošil trg Rialto, ni bila obnovljena.
Od konca 13. stoletja pa vse do druge polovice 17. stoletja je tudi na Markovem trgu obstajala loža kot zbirališče plemičev, ko so na trg prišli po vladnih opravilih. Čeprav je bila pritrjen na cerkev San Basso, je bila pod jurisdikcijo prokuristov svetega Marka de supra, ki so bili odgovorni posebej za javne stavbe okoli trga.
V 15. stoletju so prokuristi postavili drugo ložo, pritrjeno na zvonik. Vidna v La Piazzetta di San Marco (ok. 1487), ki jo pripisujejo Lazzaru Bastianiju, je bila nagnjena lesena konstrukcija, delno zaprta, sestavljena iz trojne arkade, podprte s štirimi kamnitimi stebri. Zaradi neurja in potresa je bila večkrat poškodovana, končno zaradi porušitve zidov zvonika, vendar so ga po vsakem incidentu popravili. Ko pa je 11. avgusta 1537 v zvonik udarila strela in je bila loža pod njim ponovno poškodovana, je bilo sklenjeno, da se stavba v celoti obnovi. Naročilo je dobil kipar in arhitekt Jacopo Sansovino, proto (arhitekt svetovalec in upravnik stavb) prokuristov Svetega Marka de supra.

## Stavba

### Gradnja
Gradnja Loggette je bila del renovatio urbis , ambicioznega programa arhitekturne prenove, ki se je začela pod dožem Andreo Grittijem in je bila namenjena ponovni potrditvi mednarodnega prestiža Benetk po prejšnjem porazu v bitki pri Agnadellu med vojno Kambrejske lige in kasnejši Bolonjski mir, ki je odobril habsburško hegemonijo na italijanskem polotoku ob koncu vojne lige Cognac. To je pomenilo preoblikovanje trga svetega Marka iz zastarelega srednjeveškega mestnega središča s prodajalci hrane, menjalnicami denarja in celo stranišči v impozanten javni forum, ki posnema stari Rim. Natančneje, Loggetta je bila oblikovana po vzoru starodavnih slavolokov in je bila mišljena kot monumentalna kulisa, da bi javnim slovesnostim zagotovila občutek veličine. Številne ključne arhitekturne elemente, vključno s parnimi stebri in nišami s kipi, je Sansovino dejansko že uporabil za začasne lesene loke, ki jih je zasnoval in postavil v Firencah leta 1514 za slovesni vstop papeža Leona X. v mesto naslednje leto.
Čeprav je bila majhna opečna stavba med letoma 1538 in 1540 hitro postavljena, delno z gradbenim materialom, pridobljenim iz stare cerkve San Francesco della Vigna, so zaskrbljenost glede obsega celotnega arhitekturnega programa (ki je vključeval knjižnico) in s tem povezanih stroškov za gradnjo, je blagajno prokuristov Saint Mark de supra privedla do kratkotrajne prekinitve del in odločitve za poenostavitev zasnove tako, da so opeke stranskih sten pustili izpostavljene. Stranice so bile delno zakrite, ko so se naslonske konstrukcije po obodu zvonika naknadno razširile ob straneh Loggette, da bi prokuristom zagotovile dodaten vir dohodka od najemnin. Dela so se nadaljevala in januarja 1541 je bila osnovna konstrukcija dokončana in nameščena svinčena streha.

### Arhitektura
Glavni model za Loggetto je bil verjetno Konstantinov slavolok v Rimu s tremi izrazitimi oboki, ki se izmenjujejo s štrlečimi stebri, ki so prikazani kot trofeje na visokih podstavkih. Zasnova niš s kipi, postavljenimi med parne stebre, lahko izhaja tudi iz načrta Donata Bramanteja za marmorni zaslon okoli Svete hiše v cerkvi Sacra Casa v Loretu. Toda posebna izbira sestavljenih kapitelov v kombinaciji s konveksnim pulviniranim frizom je bila verjetno navdihnjena z grobnico papeža Adrijana VI. v Santa Maria dell'Anima.

### Materiali
Loggetta je zaradi svoje majhnosti zaradi razkošne kamnite obloge stala razmeroma precejšnjo vsoto 4258 dukatov in 14 grošev.[11] Bogat polikromatski učinek, pridobljen z uporabo številnih redkih kamnov in dragih marmorjev, spominja na notranjost Panteona, Rafaelove Chigijeve kapele v Santa Maria del Popolo (začetek okoli 1512) in grobnice papeža Adriana VI. v Santa Maria dell'Anima (1523–1530) Baldassare Peruzzija, vse konstrukcije, ki jih je Sansovino verjetno poznal iz svojega drugega obdobja v Rimu (1516–1527).
Lokalno dostopni rdeči veronski apnenec (Rosso Amonitico) se uporablja za večino strukture: vogale, ograje, obloge v nišah in okvirje zgornjih reliefov. Balustrada vsebuje tudi svetlikajoč amolit iz doline San Vitale pri Veroni, znan po fosiliziranih školjkah mehkužcev. Za reliefne skulpture je uporabljen bel istrski kamen, ki se lahko kleše. Originalni antični stebri (od katerih so le trije preživeli porušitev zvonika leta 1902) so izdelani iz breče iz Azije in Afrike in so postavljeni tako, da barva in tekstura oglatih fragmentov že obstoječih kamnin v kamnu postaneta progresivno bolj izrazito premikajoča proti osrednjim stebrom. Lizene za stebri, izbočeni pulvinirani friz glavne entablature in kapiteli so iz belega carrarskega marmorja, prevlečenega s sivino. Dragoceni temno zeleni lapis lacedaemonius (Zeleni grški porfir – tudi verde antico), ki ga najdemo izključno na Peloponezu, je uporabljen za poudarke okoli niš.

### Kiparski okras

#### Kipi
Kombinacija polikromatskih marmorjev z bronom spominja tudi na Rafaelovo Chigijevo kapelo. Toda v Loggetti je bron bolj izrazit, saj je material, uporabljen za štiri velike kipe. Zasnoval jih je Sansovino na podlagi alegoričnega programa, ki ga je zasnoval prokurist Antonio Cappello z namenom poveličevanja republike in povzdigovanja njenih bistvenih vrlin v javnem prostoru. Arhitektov sin Francesco Sansovino pojasnjuje pomen kipov tako v L'Arte oratoria secondo i modi della lingua volgare (1546)  in v Venetia, città nobilissima et singolare (1581) , v zadnji objavi navede, da je pojasnilo dobil neposredno od očeta.
- Minerva
- Apolon
- Merkur
- Paks (boginja)

Minerva, boginja modrosti, predstavlja edinstveno in neprimerljivo modrost, ki je bila utelešena v beneškem senatu in v tistih prednikih, ki so ustanovili republiko. Nosi čelado in drži ščit z gorgonejonom.
Apolon kot bog enega sonca (Sole) alegorizira edinstvenost republike in njene vlade. Poleg tega kot bog glasbe namiguje na popolno ustavno harmonijo med različnimi sveti in sodniki, ki zagotavlja stabilnost in dolgoživost države. Na Loggetti je upodobljen s tulom in puščicami kot simbolom prodornih sončnih žarkov. Na levi roki mu zdaj manjka lira.
Merkur, bog zgovornosti, poudarja, da plemiči zgovorno izražajo modre in preudarne odločitve Benetk. Bog je prikazan z odrezano Argosovo glavo ob nogah. Na desni roki mu manjka kerikej.
Paks predstavlja mir, ki ga ljubi republika, kar zagotavlja njeno veličino. Kip boginje prikazuje, kako ugasne svojo baklo na oklepu, ki leži pred njenimi nogami.

#### Reliefi
Trije reliefi na atiki so delo Sansovinovih sodelavcev Danese Cattaneo in Tiziano Aspetti.[17] Alegorizirajo Benetke in njeni glavni podrejeni ozemlji Kreto in Ciper.
<gallery class="center" widths="200px" heights="200px">
Loggetta Sansovino rilievo a sinistra Campanile San Marco Venezia.jpg|Jupiter kot alegorija Krete
Loggetta Sansovino rilievo al centro Campanile San Marco Venezia.jpg|Benetke kot Pravičnost
Loggetta Sansovino rilievo a destra Campanile San Marco Venezia.jpg|Venera kot alegorija Cipra
</gallery
Osrednji relief prikazuje Benetke kot Pravičnost z mečem in tehtnico. Sedi na prestolu, ki ga podpirajo levi, kar namiguje na njeno salomonsko modrost. Na obeh straneh je podoba obkrožena z rečnimi bogovi z vodo, ki teče iz žar glede na predmetna ozemlja na celinski Italiji. Ozemlje Krete, pod beneško oblastjo od 1205 do 1669, je predstavljeno kot Jupiter, ki je bil vzgojen na gori Aigaion na Kreti in je rodil [[Minos]]a, prvega kralja otoka. Ciper, ki je bil leta 1489 priključen Benetkam in leta 1573 prepuščen osmanskim Turkom, je prikazan kot Venera, ki se je rodila iz voda blizu otoka.

=== Poznejše spremembe ===
==== 1653–1663 ====
V povezavi s popravki, potrebnimi po tem, ko je strela udarila v zvonik, je [[Baldassare Longhena]], arhitekt svetovalec in upravnik stavb za prokuriste sv. Marka ''de supra'' od 1640 do 1682, zamenjal pet stopnic pred Loggetto in zunanje klopi s široke terase in balustrade. Obe stranski okni sta bili zmanjšani na polovične lunete z železno rešetko v zgornjem delu in dodana vrata.<ref>Morresi, Jacopo Sansovino, pp. 216–217</ref>

#### 1733–1750
Antonio Gai je realiziral dovršena bronasta vrata (1733–1734) z alegoričnima figurama Čudnosti (na levi s prižgano svetilko in žerjavom, ki z nogo drži kamenček) in Svobode (na desni s pileusom na palici). Vrata prekrivata Oboroženi mir (na levi s čelado in oljčno vejico) in Javna sreča (desno s kerikejem in rogom obilja).
Giorgio Massari je razširil atiko med letoma 1749 in 1750. Marmorna reliefa obeh puttov na zunanjih krilih vzpetine je izklesal Antonio Gai.

#### 1876–1885
Prvotna srednjeveška Loggetta je bila na obeh straneh prekrita s prislonjenimi lesenimi stojnicami za trgovine, ki so se nadaljevale po obodu zvonika. Pomemben vir dohodka od najemnin za prokuriste svetega Marka de supra, so bile leta 1550 obnovljene ob Sansovinovi stavbi in so obstajale do leta 1873, ko so bile dokončno porušene. S tem so bile v celoti izpostavljene stranske opečne stene, ki so imele v zgornjih delih le delna trisvetlobna okna, da bi se prilagodila spodnji konstrukciji. Posledično je bilo sklenjeno, da se okenski okviri razširijo navzdol, pri čemer se kot model uporabi okno, ki izhaja iz Bramantejeve Santa Maria delle Grazie v Milanu in nimfeja v Genazzanu pri Rimu, ki ga je Sansovino sam uporabil za veliki oltar San Martino v Benetkah.

## Rekonstrukcija
Leta 1902 je bila Loggetta v veliki meri uničena, ko se je porušil zvonik. Preživeli elementi so bili katalogizirani in združeni z nadomestnimi deli. Celotno so nato ponovno sestavili na dvorišču Doževe palače, preden so jo preselili v podnožje novega zvonika. Gradnja je bila končana leta 1912.
Trenutna Loggetta je zgrajena s približno petdesetimi odstotki prvotnega arhitektonskega in dekorativnega materiala. Trije preživeli stebri so na obeh straneh vrat in na predzadnjem položaju na desni. Čeprav so močno poškodovani, so reliefi v atiki originalni z izjemo skrajno desnega putta. Izvirne so tudi figure spandrela ter večina reliefov nad in pod nišami.
V času rekonstrukcije so bile stranive, ki so bile prvotno v izpostavljeni opeki, preoblikovane. Ob straneh so se nadaljevali arhitekturni elementi fasade in uporabljeni enaki kamni in marmorji, ki so bili uporabljeni za oblaganje glavne fasade, da bi bila celotna konstrukcija homogena.